# Wissenschaftspreis der DGMKG
Der  Wissenschaftspreis der DGMKG ist die höchste Auszeichnung der Deutschen Gesellschaft für Mund-, Kiefer- und Gesichtschirurgie (DGMKG) und hieß bis 2011 Martin-Waßmund-Preis. Er wird seit 1957 für eine herausragende wissenschaftliche Arbeit auf dem Fachgebiet der Mund-, Kiefer- und Gesichtschirurgie (MKG) jeweils zum Jahreskongress der Gesellschaft für das vorausgegangene Jahr verleihen. Der Preis wurde nach dem Gründer der wissenschaftlichen Gesellschaft, Martin Waßmund, benannt und wurde 2011 in "Wissenschaftspreis der DGMKG" umbenannt, da er während der Zeit des Nationalsozialismus kompromisslos das rassenhygienische Ziel der „Ausmerze“ vertrat. Der Preis wird seit 1958 verliehen. Bisher wurde die Auszeichnung 1975 einmal geteilt und dreimal an Arbeitsgruppen (einmal 2 und zweimal 3 Autoren) vergeben. Das Preisrichterkollegium besteht seit 1962 aus fünf Mitgliedern der Gesellschaft. Vor dieser Zeit entschied der Vorstand der Gesellschaft über die Preisvergabe. Das Preisgeld betrug anfänglich 1000 DM, heute ist der Preis mit 5000 Euro dotiert. Auf dem Jahreskongress der Deutschen Gesellschaft für Mund-, Kiefer- und Gesichtschirurgie hält der Preisträger einen Vortrag zum Thema der prämierten Arbeit.
Bis 2022 gab es 64 Preisträger.

## Auszug aus den Statuten
Präambel: Die Deutsche Gesellschaft für Mund-, Kiefer- und Gesichtschirurgie (Kranio-Maxillo-Faziale Chirurgie), Gesamtverband der Deutschen Fachärzte für Mund-, Kiefer- und Gesichtschirurgie e. V. vergibt jährlich den "Wissenschaftspreis der DGMKG" in Höhe von Euro 5.000,-. Der "Wissenschaftspreis der DGMKG"  wird für eine hervorragende, bisher noch nicht veröffentlichte und noch nicht mit einem Preis ausgezeichnete Arbeit aus dem Gebiet der Mund-, Kiefer- und Gesichtschirurgie verliehen. Die Arbeit darf zur gleichen Zeit nicht für einen anderen Preis eingereicht worden sein.

## Preisträger
Aufgeführt ist auch der Titel der prämierten Arbeiten:
- 1958: Josef Schrudde, Rudolf Stellmach, Primäre Osteoplastik und Kieferbogenformung bei Lippen-Kiefer-Gaumen-Spalten
- 1959: Heinz Köle, Chirurgische Kieferorthopädie am Alveolarkamm
- 1960: n.n.
- 1961: keine Preisvergabe
- 1962: keine Preisvergabe
- 1963: Gerhard Pfeifer, Entstehung und Erkennung regionaler Entwicklungs- und Wachstumsstörungen bei LKG als Grundlage der Therapie
- 1964: Siegfried Zehm, Der retromaxilläre Raum
- 1965: Norbert Schwenzer, Osteosynthese bei Frakturen des Gesichtsskelettes
- 1966: Bernd Spiessl, Plattenepithelcarcinom der Mundhöhle: Grundlagen der Befunderhebung, Therapieplanung und Dokumentation
- 1967: Emil W. Steinhäuser, Unterkieferrekonstruktion durch intraorale Knochentransplantate, deren Einheilung und Beeinflussung durch die Funktion; eine tierexperimentelle Studie
- 1968: Jürgen Lentrodt, Tierexperimentelle Untersuchung zur gestielten Fettgewebstransplantation
- 1969: Hans-Georg Luhr, Kompressionsosteosynthese bei Frakturen des zahnlosen Unterkiefers
- 1970: W. Koberg, System der Rehabilitation von Patienten mit LKG, differenzialtherapeutische Analyse
- 1971: Franz Härle, Zeitwahl der Osteoplastik bei LKG
- 1972: Jarg-Erich Hausamen, Klinische und experimentelle Untersuchungen zur Kryochirurgie im Kiefer- und Gesichtsbereich
- 1973: Wolfgang Steinhilber, Operative Behandlungen von Mittelgesichtsfrakturen, metallurgische, tierexperimentelle und klinische Untersuchungen
- 1974: Klaus Walter Bitter, Wirkung der Bleomycin-Methotrexat-Kombinationen auf experimentelle Tumoren und auf Plattenepithelkarzinome der Mundhöhle
- 1975: Rainer Schmelzle, Verwendung homologer Gewebskonserven im Kiefer-Gesichts-Bereich
- 1975: Date Metah, Aktihämyl-R-Prophylaxe an experimentell erzeugten Gaumenspalten an Swiss-Mäusen
- 1976: Elmar Esser, Experimentelle und klinische Untersuchungen zur Therapie inoperabler Plattenepithelkarzinome der Mundhöhle und des Pharynx
- 1977: Wolf-Joachim Höltje, Freie Fettgewebetransplantation mit mikrochirurgischer Gefäßanastomose im Tierexperiment
- 1978: Hans-Henning Horch, Laserosteotomie und Anwendungsmöglichkeiten des Lasers in der oralen Weichteilchirurgie; tierexperimentelle Studie
- 1979: Hermann F. Sailer, Die Transplantation lyophilisierten allo- und xenogenetischen Knorpels in die Kiefer-Gesichtsregion
- 1980: Jürgen Reuther, Hans-Ulrich Steinau, R. Wagner, Mikrochirurgische Dünndarmtransplantation zur Wiederherstellung von Form und Funktion der Mundhöhle nach radikaler Tumorresektion
- 1981: Karsten Gundlach, Missbildungen des Kiefergelenks – experimentelle und klinische Untersuchungen
- 1982: Helmut Platz, Rudolf Fries, Marcus Hudec Prognose des Mundhöhlenkarzinoms, Ergebnisse einer multizentrischen, retrospektiven Beobachtungsstudie
- 1983: Volker Strunz, Enossale Implantatmaterialen in der Zahn-, Mund-, Kiefer- und Gesichtschirurgie und ihre Einteilung auf histomorphologischer Grundlage
- 1984: keine Preisvergabe
- 1985: Josef Dumbach, Unterkieferrekonstruktion mit Titangitter, autogener Spongiosa und Hydroxylapatit
- 1986: Joachim Mühling, Operative Behandlung der prämaturen Schädelnahtsynthese
- 1987: Rudolf Reich, Klinische und experimentelle Untersuchungen zur funktionellen Kiefergelenkchirurgie unter Berücksichtigung verschiedener Interpositionsmaterialien
- 1988: Hans-Robert Metelmann, Für und Wider einer antionkogrammorientierten Tumorbehandlung in der Mund-,Kiefer- und Gesichtschirurgie
- 1989: Michael Ehrenfeld, Freie und mikrochirurgische Unterkieferersatzplastik vom Beckenkamm, experimenteller Vergleich zweiter Methoden
- 1990: E. Schenk, Photodynamische Verfahren in der Diagnostik und Therapie bösartiger Erkrankungen des Kiefers und Gesichts unter besonderer Berücksichtigung der Photoimmuntherapie
- 1991: Joachim E. Zöller, Maligne Transformation des Epithels der Mundschleimhaut unter Chemotherapie und Chemoprävention
- 1992: Michael Rasse, Diakapituläre Frakturen der Mandibula, operative Versorgung – Tierexperiment und Klinik
- 1993: Klaus-Dittrich Wolf, Alternative mikrovaskuläre Transplantate zur Defektdeckung in der Mund-, Kiefer und Gesichtschirurgie: anatomische und experimentelle Untersuchungen, klinische Ergebnisse
- 1994: keine Preisvergabe
- 1995: Henning Schliephake, Experimentelle Untersuchung über die In-vivo-Anzüchtung präformierter Knochentransplantate zur Rekonstruktion des Unterkiefers
- 1996: Sabine Girod, Tumorsuppressorgene und Zellproliferationskontrolle in der Karzinogenese der oralen Mukosa
- 1997: Hans Pistner, Osteosynthese mit bioresorbierbaren Materialien: Entwicklung einer Schraube vom Werkstoff bis zur klinischen Anwendung
- 1998: Hendrik Terhyden, Präfabrikation mikrochirurgisch anastomosierter Knochentransplantate zur Unterkieferrekonstruktion unter Einsatz eines rekombinanten osteoinduktiven Proteins
- 1999: Torsten Reichert
- 2000: keine Preisvergabe
- 2001: Anton Dunsche, Die lichenoide Reaktion der Mundschleimhaut auf Amalgam – klinische, histologische und tierexperimentelle Untersuchungen, Ätiologie und Differentialdiagnose[3]
- 2002: Martin Kunkel, Biologische und klinische Bedeutung der Expression von Glukosetransporter 1 beim Plattenepithelkarzinom der Mundhöhle[4]
- 2003: Klaus-Kristian Würzler, Aktuelle Aspekte zur Regeneration von Knochengewebe in ausgedehnten Defekten[5]
- 2004: n.n.
- 2005: Horst E. Umstadt, Arthritis am Kiefergelenk[6]
- 2006: Frank Hölzle, Monitoring und Optimierung der Perfusion mikrochirurgischer Transplantate und Entwicklung der retrograden Perfusion für Perforanslappen[7]
- 2007: Jan Rustemeyer, Nervregeneration[8]
- 2008: Alexander Eckert, Therapiestratifizierung des Mundhöhlenkarzinoms – Hypothese anhand endogener Hypoxiemarker[9]
- 2009: Horst Kokemüller, Intraoperative Vitalisierung und Prävaskularisierung dreidimensionaler Matrices zum Knochenersatz[10]
- 2010: Matthias G. Schneider, Operative versus konservative Therapie von Kiefergelenkfortsatzfrakturen[11]
- 2011: Marco Kesting, Kryokonservierte humane Amnionmembran in der rekonstruktiven Chirurgie[12]
- 2012: Frank Tavassol, Angiogenese von Tissue Engineering Konstrukten[13]
- 2013: Florian Stelzle, Gewebeselektive Laserchirurgie in der Mund-, Kiefer- und Gesichtschirurgie – Etablierung der Grundlagen und Übertragung auf das orale Plattenepithelkarzinom[14]
- 2014: Konstanze Scheller, Tierexperimentelle, immunhistochemische und molekularbiologische Untersuchungen zur präventiven Wirkung von B-Vitaminen auf die Entstehung von LKG-Spalten[15]
- 2015: Sven Otto, Von der Zellkultur über das Großtiermodell zur Optimierung der klinischen Prophylaxe und Therapie medikamenten-assoziierter Kiefernekrosen[16]
- 2017: Markus Nieberler, Intraoperatives molekulares Bioimaging von Kopf-Hals-Karzinomen
- 2018: Eik Schiegnitz[17]
- 2019: Hendrik Naujokat, Endokultivierung: Knochenregeneration im Omentum majus zur Rekonstruktion des Gesichtsschädels[18]
- 2020: Manuel Weber, Die Bedeutung des Immunsystems für maligne und entzündliche Erkrankungen in der Mund-, Kiefer- und Gesichtschirurgie[19][20]
- 2022: Rainer Lutz, Etablierung von ex vivo Spaltmodellen für die unilaterale und bilaterale Lippenspaltplastik als Basis für die Entwicklung einer neuen Hybrid-Technik für den unilateralen Lippenspaltverschluss[21][22]
- 2023: Daniel Thiem, Der innovative Einsatz der Hyperspektraltechnik in der onkologisch-rekonstruktiven Mund-Kiefer-Gesichtschirurgie